# 포차카이테 말코
포차카이테 말코(ポチャカイテ・マルコ, POCHAKAITE MALKO)는 일본의 록 밴드. 2012년 1월에 해산했다.

## 개요
1996년 고스트의 오기노 카즈오(荻野和夫)와 코엔지햑케이의 쿠와바라(桑原重和)가 결성했다. 밴드명은 불가리아어로 기다려주세요라는 뜻으로 킹 크림슨의 곡 Matte Kudasai에서 가져온 것이다.
오기노는 동시기에 고스트 뿐 아니라 비전병(飛電兵, FLYING ELECTRICK SOLDIER)으로도 활동했다.
2001년 1집 POCHAKAITE MALKO를 녹음했다. 바이올린 츠보이 아키히사가 가입했고 2004년 2집 LAYA를 녹음했다. 2006년 EP DOPPELGANGER를 녹음하고 2012년에 해산했다.

## 앨범
- POCHAKAITE MALKO (2001년 제5기)
- LAYA (2004년 제6기)
- DOPPELGANGER (미니 앨범, 2006년 제6기)

## 같이 보기
- 코엔지햑케이
- 마리아 칸논
- KBB